# 인페스테이션
인페스테이션(Infestation)은 미국에서 제작된 카일 랜킨 감독의 2009년 액션, 코미디, 공포 영화이다. 다이안 가에타 등이 주연으로 출연하였고 제프 발리스 등이 제작에 참여하였다.

## 출연

### 주연
- 다이안 가에타
- 데보라 게프너

### 조연
- VJ 켈
- 크리스 마퀘트
- 브루 뮬러
- 브룩 네빈
- 킨지 팩카드
- 린다 박
- 에프람 포텔
- 데일 R. 시몬튼
- 마이크 스트라웁
- 웨슬리 톰슨
- 짐 코디 윌리엄스
- 레이 와이즈

## 제작진
- 협력프로듀서: 에프람 포텔
- 협력프로듀서: 카일 셔먼
- 미술: 케스 본넷
- 배역: 프레디 루이스